# Bautechnik

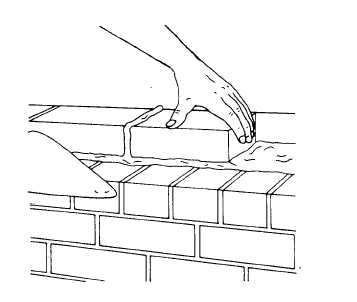
Mauerwerksbau als Teil der Bautechnik

Bautechnik (ⓘ) ist der Sammelbegriff für die technisch-konstruktiven Aspekte des Bauwesens.

## Fachbereiche
Die Bautechnik beinhaltet eine Vielzahl von Fachbereichen, welche nachfolgend aufgeführt sind.
- Architektur
- Baukonstruktion
- Baustofflehre, -kunde oder auch -technologie
- Bauphysik und Bauakustik
- Bauchemie
- Tragwerksplanung und Baustatik
- Geotechnik
- Grundbau und Bodenmechanik
- Konstruktiver Ingenieurbau
- Haustechnik
- Wasserbau
- Verkehrswegebau

## Berufe in der Bautechnik
Die Einzelgebiete der Bautechnik sind Bestandteil der Ausbildung an den Hochschulen und handwerklichen Aus- und Fortbildungsstätten. Der wichtigste akademische Beruf der Bautechnik ist der Bauingenieur auch der Architekt gehört zu den bautechnischen Berufen.
Auf Technikerebene ist hier der Bautechniker (staatlich geprüfter Techniker) einschlägig.
Darüber hinaus wird Bautechnik auch als Studiengang angeboten für Lehrer an Berufsschulen.